# Jacques Bézard
Jacques Bézard, né le 9 juillet 1930 à Nancy et mort le 10 avril 2004 à Sallanches, est un acteur français.

## Filmographie
- 1954 : Le Reine Margot de Jean Dréville
- 1955 : Napoléon de Sacha Guitry
- 1956 : Mémoires d'un flic de Pierre Foucaud
- 1956 : Rencontre à Paris de Georges Lampin
- 1957 : Deuxième Bureau contre inconnu de Jean Stelli
- 1958 : Le Sicilien de Pierre Chevalier
- 1960 : Boulevard de Julien Duvivier
- 1964: Les Félins de René Clément
- 1965 : Les Aigles noirs de Santa Fé (Die schwarzen Adler von Santa Fe) d'Ernst Hofbauer
- 1975 : Opération Lady Marlène de Robert Lamoureux